# Бад-Вюнненберг

Бад-Вюнненберг (нем. Bad Wünnenberg) — город в Германии, в земле Северный Рейн-Вестфалия.
Подчинён административному округу Детмольд. Входит в состав района Падерборн. Население составляет 12 256 человек (на 31 декабря 2010 года). Занимает площадь 161,04 км². Официальный код — 05 7 74 040.
Город подразделяется на 7 городских районов.